# わくいかずお
わくい かずおは日本の漫画家。貸本向けの単行本を多く手がけていた。別名：湧井和夫。
兄は漫画家の益子かつみ。

## 作品リスト
- 鬼面竜騎隊
- はやぶさ奉行 - （陣出達朗 原作,高岩肇 脚本,湧井和夫 画）[1]
- 友よかえれ
- 稲妻小天狗
- さつきちゃん
- 日之助初てがら
- 朝汐太郎物語
- 若秩父物語
- おてがら三之助（1958年頃、『小学三年生』）[2]
- お山のエミちゃん
- ぶんぶんかぶとの助
- 快獣ブースカ
- 温泉初夜
- 金盃金玉お年玉
- 魔人笑いの面（1957年）[3]
- あばれ纒千両肌（1955年）[4]
- 悪から悪（1962年）[5]
- 白狐七変化（1953年）[6]
- 花の殺意（1963年）[7]
- 走れガタ馬車（1955年）[8]
- 八面蛇眼の秘宝（1957年）[9]
- 不良少年（1956年）[10]
- 風雲幽霊城（1956年）[11]
- 怪猫呪い鈴（1958年）[12]
- 怪談妄執の影（1963年）[13]
- 怪談累地蔵（1963年）[14]
- 怪談霜夜の笛（1962年）[15]
- 春日と竹千代（1954年）[16]
- 決斗呪文凧（1958年）[17]
- 恋しや若丸（1954年）[18]
- 黒い呪縛（1962年）[19]
- 黒猫大名（1957年）[20]
- 幻のどれい船（1958年）[21]
- まぼろしの母（1956年）[22]
- まてっ悪漢（1956年）[23]
- 纒もち名奉行（1957年）[24]